# Debaryomyces hansenii
Espèce
Synonymes
- Saccharomyces hansenii, Zopf (1889)

Debaryomyces hansenii est une levure de la famille des Saccharomycetaceae, proche de Saccharomyces cerevisiae. Elle présente un intérêt particulier en raison de ses facultés d'adaptation à de nombreux milieux et de ses possibilités d’utilisation biotechnologique.

## Taxonomie
L'espèce a été décrite sous de nombreux synonymes, par exemple:
- Saccharomyces hansenii Zopf, 1889[4]
- Debaryomyces hansenii (Zopf) Lodder & Kreger-Van Rij, 1952[5]
- Torulaspora hansenii (Torulaspora (Zopff) v.d. Walt et Johannsen)[6]
- Pichia hansenii(Zopf) Campbell nov.comb[7].

Les outils de biologie moléculaire ont permis de décrire un complexe d'espèces cryptiques comprenant:
- Debaryomyces hansenii (formerly, Debaryomyces hansenii var. hansenii)
- Debaryomyces fabryi (formerly, Debaryomyces hansenii var. fabryi)
- Debaryomyces tyrocola
- Candida flaeri (formerly, Candida famata var. flaeri)
- Candida famata var. famata

"Candida famata" peut désigner l'anamorphe de D. hansenii, c'est-à dire sa forme imparfaite, non "sexuée", principalement dans les études concernant sa pathogénicité éventuelle. Le "complexe Candida famata" inclut par ailleurs Debaryomyces nepalensis et D. fabryi.

## Écologie
D. hansenii  est particulièrement tolérante aux variations de salinité et d’osmolarité. Elle se développe dans les milieux hyper-salés, comme le Grand Lac Salé dans l’Utah, et elle peut coloniser la surface de plantes désertiques dans la région de la mer Morte. Elle supporte les basses températures, et elle a été retrouvée dans le sol du désert le plus froid et le plus sec de la planète, les Vallées sèches de McMurdo dans l'Antarctique. Mais elle colonise également des milieux riches en éléments nutritifs comme l’intestin des poissons ou des oiseaux, et elle est présente dans de nombreux aliments traditionnels, par exemple des fromages et des olives fermentées. Elle peut survivre en milieu très acide (pH 2) ou alcalin (pH 10). Cette espèce comporte des souches de « levures tueuses » (« killer yeasts », voir "Levure", 4.2 Caractéristiques génétiques), capables de sécréter des substances antagonistes qui leur confèrent un avantage dans la compétition microbienne contre d’autres levures ou moisissures.

## Besoins nutritionnels
Cette espèce a besoin d'ions sodium ou potassium pour maintenir son osmolarité et pour exprimer son activité "tueuse". Elle se multiplie plus rapidement lorsque la concentration en sel atteint 1 M de NaCl, soit environ 58 g par litre, et elle peut être cultivée en milieu très salé (jusqu’à 4 M de NaCl). La présence de glycérol dans le milieu de culture lui permet de supporter cette forte salinité. Elle peut utiliser une grande variété de glucides en présence d'oxygène, mais son activité fermentaire est faible ou nulle, selon les souches. Son aptitude à la fermentation alcoolique est cependant améliorée en présence de sel (1 M de NaCl ou de KCl). Elle peut produire des protéases et des lipases, qui lui permettent de se développer dans des produits alimentaires. Pour un développement maximum, elle requiert 0,1 ppm de pyridoxine.

## Reproduction
D. hansenii est généralement présente sous la forme de cellules haploïdes qui se reproduisent par multiplication végétative en « bourgeonnant ». Il peut arriver que la cellule « mère » s’apparie avec un de ses « bourgeons » en  produisant un noyau diploïde qui se re-divise par méiose pour former le plus souvent une seule ascospore haploïde, parfois deux,. L'occurrence de cette méiose fait considérer l'espèce comme possédant une reproduction "sexuée" de type homothallique.

## Sécurité sanitaire
Le genre Candida comprend certaines espèces pathogènes, phylogénétiquement proches de D. hansenii, dont la forme imparfaite ("asexuée"), "C. famata", peut elle-même présenter très exceptionnellement un risque infectieux chez des patients immunodéprimés.

## Applications biotechnologiques

### Affinage du fromageet autres applications agro-alimentaires
Malgré la proximité phylogénétique de souches pathogènes, l'utilisation de D. hansenii est généralement autorisée pour des applications concernant l'industrie chimique, l'agronomie et l'alimentation,.
Cette espèce contribue au développement de l'arôme de nombreuses préparations alimentaires, en particulier des fromages affinés et de la charcuterie fermentée (voir "saucisson sec").

### Biosynthèse de composés organiques
Le "complexe D. hansenii-C. famata" appartient à un groupe de levures capables de synthétiser en excès la riboflavine (vitamine B2, utilisée en outre comme colorant alimentaire), à condition de limiter la concentration en fer dans le milieu de culture. Certaines souches de C. famata peuvent ainsi accumuler 20 g de riboflavine par litre de milieu.
D. hansenii est utilisée pour produire du xylitol, un édulcorant pour préparations alimentaires, qui peut également servir de médicament contre certaines maladies,. L'espèce pourrait produire d'autres médicaments, par exemple en lui faisant hydrolyser la caséine du lait pour obtenir des peptides efficaces contre l'hypertension. De nombreuses enzymes pourraient être produites à partir de cette levure, comme une superoxyde dismutase qui a fait l'objet d'une attention particulière pour ses applications possibles en tant que médicament et antioxydant pour l'industrie agro-alimentaire, ou une bêta-glucosidase capable d'augmenter par hydrolyse la teneur du soja en isoflavones aglycones, principes bioactifs plus facilement absorbables dans l'intestin que leurs formes hétérosides.

### Lutte biologique
Les souches "tueuses" pourraient être mise à profit pour lutter contre les espèces pathogènes du genre Candida, ainsi que contre d'autres champignons responsables de mycoses. Elles peuvent aussi avoir des applications en agriculture biologique, par exemple pour lutter contre Penicillium italicum et Penicillium digitatum, moisissures attaquant les agrumes, ou plus généralement, pour prolonger la conservation des fruits après cueillette, ainsi que pour protéger des produits laitiers ou charcutiers.

### Probiotique
En tant qu'hôte naturel de l'intestin de nombreuses espèces animales, cette levure a fait l'objet de recherches en vue d'applications probiotiques, en particulier pour des espèces d'intérêt aquacole telles que des poissons, des crevettes et des ormeaux. L'amélioration de la santé des animaux recevant un aliment qui contient une souche probiotique de D. hansenii semble due en particulier à une stimulation des défenses immunitaires, et antioxydantes.

### Autres applications envisagées
D. hansenii pourrait être employée dans des procédés de dessalement de l'eau de mer. Elle pourrait également permettre de traiter des eaux usées issues de l'industrie agro-alimentaire, par exemple en détoxifiant des composés phénoliques rejetés lors de la production d'huile d'olive.